# 73e division d'infanterie (France)
Pour les articles homonymes, voir 73e division.
La 73e division d’infanterie est une division d’infanterie de l’Armée française qui a participé à la Première Guerre mondiale.
Les offensives menées à Bois-le-Prêtre le 1er octobre 1914 et le 15 août 1915 le furent par la 73e division.

## Les chefs de la73edivision d’infanterie
- 2 août 1914 - 29 août 1914 : général Châtelain[1]
- 29 août 1914 - 9 septembre 1914 : général Martin de Laporte[1]
- 9 septembre 1914 - 22 mars 1919 : général Lebocq[2]
- juillet 1918 Le Colonel SIMON, commandant l'infanterie de la 73ème Division, 346ème régiment

## Première Guerre mondiale

### Composition
Infanterie
- 346e régiment d’infanterie d’août 1914 à novembre 1918,
- 353e régiment d’infanterie d’août 1914 à juin 1916 (dissolution),
- 356e régiment d’infanterie d’août 1914 à novembre 1918,
- 367e régiment d’infanterie d’août 1914 à novembre 1918,
- 368e régiment d’infanterie d’août 1914 à juin 1916 (dissolution),
- 369e régiment d’infanterie d’août 1914 à février 1917,
- Un bataillon de pionniers du 45e régiment d’infanterie territoriale de juillet à novembre 1918.

Du début de la guerre jusqu’en février 1917, les 346e, 353e et 356e RI sont regroupés dans la 145e brigade d’infanterie et les 367e, 368e et 369e RI dans la 146e brigade d’infanterie.
Cavalerie
- Un escadron du 4e régiment de dragons d’août 1914 à juin 1915,
- Un escadron du 12e régiment de dragons d’août 1914 à novembre 1915,
- Deux escadrons du 16e régiment de chasseurs de novembre 1915 à août 1916,
- Un escadron du 12e régiment de hussards d’août 1916 à avril 1917,
- Un (autre) escadron du 12e régiment de hussards d’août 1916 à juillet 1917,
- Deux escadrons du 11e régiment de hussards de décembre 1916 à septembre 1918,
- Deux escadrons du 11e régiment de dragons de juillet 1917 à avril 1917,
- Un escadron du 7e régiment de dragons en novembre 1918.

Artillerie
- Un groupe de 75 (21e, 22e et 23e batteries) du 12e régiment d’artillerie de campagne d’août 1914 à avril 1917[4],
- Un groupe de 75 (24e, 25e et 26e batteries) du 39e régiment d’artillerie de campagne d’août 1914 à avril 1917[5],
- Un groupe mixte d’août 1914 à avril 1917[6] :
  - 32e batterie de 75 du 37e régiment d’artillerie de campagne,
  - 30e batterie de 75 du 49e régiment d’artillerie de campagne,
  - 31e batterie de 75 du 52e régiment d’artillerie de campagne.
- 8e groupe de 90 du 24e régiment d’artillerie de campagne d’avril 1915 à octobre 1916[7],
- 106e batterie de 58 du 39e régiment d’artillerie de campagne d’août 1916 à avril 1917,
- Trois groupes de 75 du 239e régiment d’artillerie de campagne (formé par réunion des trois groupes de 75) d’avril 1917 à novembre 1918,
- 101e batterie de 58 du 239e régiment d’artillerie de campagne à partir d’avril 1917,
- 7e groupe de 155 C du 138e régiment d’artillerie lourde de juillet à novembre 1918.

Unités mises à disposition de la 73e DI
- Détachement de Saizerais (éléments des 168e et 169e régiments d'infanterie) du 6 au 8 septembre 1914[8],
- Brigade mixte de Toul puis brigade active de Toul, de septembre 1914 à juin 1915[9],[8],[10] :
  - 167e régiment d'infanterie,
  - 168e régiment d'infanterie,
  - 169e régiment d'infanterie.
- 151e brigade du 12 au 15 décembre 1914[11],

- 32e brigade d'infanterie de la 16e division d'infanterie du 27 mars au 11 avril 1915[11],
- 128e division d'infanterie (formée à partir de la brigade active de Toul) du 18 juin au 2 juillet 1915[12],
- 31e et 32e brigades coloniales de la 16e division d'infanterie coloniale, par alternance entre chaque brigade, du 2 juillet au 28 août 1915[13],
- Éléments de l'American Expeditionary Force du 27 avril au 19 mai 1918[14].

### Historique

#### 1914
- 2 – 7 août : Mobilisée dans la 20e région militaire, autour de Toul[11].

- 7 août – 5 septembre : occupation et travaux d’organisation défensive du plateau de Saizerais[11].
- 5 – 12 septembre : combats vers Pont-à-Mousson, puis à partir du 10 septembre, transport par voie ferrée dans la région de Saint-Mihiel[11].
- 12 – 19 septembre : combats devant le fort de Troyon. À partir du 14 septembre, occupation des Hauts-de-Meuse, entre Heudicourt-sous-les-Côtes et Saint-Maurice[11].
- 19 – 28 septembre : mouvement de rocade vers Domèvre-en-Haye. À partir du 21 septembre, engagée dans la Bataille de Flirey, entre la forêt de Puvenelle et Flirey[11] :

22 - 23 septembre : combats vers Lironville et sur le plateau de Mamey.
26 - 27 septembre : attaques vers Fey-en-Haye.
- 28 septembre 1914 – 1er septembre 1915 : stabilisation et occupation d’un secteur vers le Bois-le-Prêtre et le bois de Mort Mare (guerre de mines) : 21 octobre, puis le 13 décembre, attaque sur le bois de Mort Mare ; conquête du Bois-le-Prêtre[11].

2 avril 1915 : réduction du front, à gauche, jusque vers Fey-en-Haye.
4 juillet : attaque allemande au bois le Prêtre.

#### 1915
- 1er – 18 septembre : retrait du front et repos dans la région de Liverdun, puis dans celle de Gondreville[11].
- 18 septembre 1915 – 18 juillet 1916 : occupation d’un secteur vers Fey-en-Haye et le bois le Prêtre (guerre de mines)[15].

#### 1916
- 18 juillet – 28 août : retrait du front vers Liverdun, et transport au camp de Saffais : instruction. À partir du 10 août, transport par voie ferrée dans la région de Revigny ; repos vers Laheycourt. À partir du 16 août, transport par camions à Verdun et stationnement[15].
- 28 août – 11 septembre : occupation d’un secteur vers le bois de Vaux Chapitre et la ferme Dicourt[15] :

4 septembre : attaque allemande. Accident dans un dépôt de munitions au tunnel de Tavannes, un incendie tue plus de 500 hommes.
6 septembre : attaque française sur le bois de la Vaux Régnier.
- 11 – 20 septembre : retrait du front, repos vers Vavincourt. À partir du 14, transport par voie ferrée dans la région de Rambervillers et repos[15].
- 20 septembre 1916 – 27 mai 1917 : mouvement vers le front, occupation d’un secteur dans la région de la Vezouze, Emberménil, étendu à gauche, le 28 décembre, jusqu’au Sanon[15].

#### 1917
- 27 mai – 19 juin : retrait du front, repos et instruction au camp de Saffais[15].
- 19 – 25 juin : transport par voie ferrée, de Bayon vers Nançois-le-Petit et Longeville[15].
- 25 juin – 22 juillet : occupation d’un secteur entre la Hayette et la lisière est du bois d’Avocourt[15] :

28 et 29 juin : attaque allemande sur la cote 304.
17 juillet : attaque des positions allemandes vers la cote 304 ; organisation des positions reconquises.
- 22 juillet – 8 août : retrait du front, transport dans la région de Ligny-en-Barrois, puis dans celle de Belfort ; repos[15].
- 8 août 1917 – 13 mai 1918 : mouvement vers le front et occupation d’un secteur entre la frontière suisse et Fulleren, étendu à gauche, à partir du 1er avril 1918, jusqu’au canal du Rhône au Rhin : 29 mars, attaque allemande locale[14].

#### 1918
- 13 – 31 mai : retrait du front, et, à partir du 19 mai, transport par voie ferrée de Belfort dans la Somme : repos et instruction dans la région de Picquigny[14].
- 31 mai - 3 juillet : transport par camions à l’ouest de Château-Thierry. Engagée dans la 3e Bataille de l’Aisne : résistance à l’offensive ennemie entre la Marne et l’Ourcq (combats à Château-Thierry, à Bouresches, à Bonnes, au bois de Veuilly et à Chézy-en-Orxois), puis contre-offensive, les 7 et 8 juin (reprise de Vinly, d’Eloup et de Veuilly-la-Poterie)[14].
- 3 – 15 juillet : retrait du front et repos vers La Ferté-sous-Jouarre ; puis stationnement vers Viffort[14].
- 15 – 25 juillet : engagée dans la 4e Bataille de Champagne : contre-attaque en direction de Courtémont. À partir du 18 juillet participation à la 2e Bataille de la Marne : 22 juillet, passage de la Marne à Sauvigny et à Courtemont ; poursuite dans la Forêt de Ris[14].
- 25 juillet – 23 août : retrait du front et transport par camions à Nettancourt, repos et instruction[14].
- 23 août – 20 septembre : occupation d’un secteur entre la Haute-Chevauchée et l’Ouest d’Avocourt[17].
- 20 septembre – 3 octobre : retrait du front (relève par des unités américaines), mouvement vers Vaubecourt ; repos. À partir du 24 septembre, mouvement, par Robert-Espagne, vers la région d’Auve[17].
- 3 -23 octobre : engagée devant la crête d’Orfeuil, dans la bataille de Somme-Py (Bataille de Champagne et d’Argonne) et son exploitation[17] :

4 et 8 octobre : attaques violentes, poursuite vers l’Aisne, atteinte le 12 à Attigny. Organisation du front à l’est d’Attigny.
- 23 octobre – 11 novembre : retrait du front et mouvement vers Ripont, Somme-Tourbe et Herpont, puis transport par voie ferrée vers Baccarat. À partir du 31 octobre, occupation d’un secteur entre la Chapelotte et la Vezouze[17].

#### Rattachements
Affectation organique: Isolée, d’août 1914 à novembre 1918
- 1re armée

19 septembre 1914 – 18 juillet 1916
- 2e armée

21 août 1914
27 août – 18 septembre 1914
10 août – 13 septembre 1916
19 juin – 24 juillet 1917
7 août – 17 septembre 1918,
- 3e armée

17 – 20 août 1914
30 mai 1918
- 4e armée

24 septembre – 26 octobre 1918
- 5e armée

19 – 27 mai 1918
25 – 29 juillet 1918
- 6e armée

31 mai – 16 juillet 1918
30 juillet – 6 août 1918
- 7e armée

25 juillet 1917 – 18 mai 1918,
- 8e armée (initialement détachement d'armée de Lorraine)

19 juillet – 9 août 1916
14 septembre 1916 – 1er janvier 1917
2 janvier – 18 juin 1917
27 octobre – 11 novembre 1918
- 9e armée

17 – 24 juillet 1918
- 10e armée

28 – 29 mai 1918
- Grand Quartier général

2 – 16 août 1914
- Armée de Lorraine

22 – 26 août 1914
- Armée US

18 – 23 septembre 1918

## L’entre-deux-guerres
La division est dissoute en mars 1919[réf. souhaitée].